# Pena de muerte en México

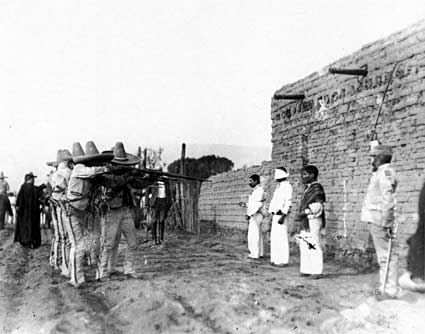
Fusilamiento de Arcadio Jiménez, Hilario Silva y Marcelino Martínez en 1909.

En México, la pena de muerte se encuentra totalmente prohibida, tanto en los diferentes códigos penales de la República como en el Código de Justicia Militar. La última ejecución de un civil en México, se llevó a cabo en 1937 y la última ejecución militar en 1961, para después de cuarenta años ser retirada del Código de Justicia Militar y de la constitución mexicana en 2005 durante el gobierno de Vicente Fox Quesada, mediante la reforma a los artículos 14 y 22, prohibiendo definitivamente la pena de muerte en el país, siendo señalado en el artículo 22: “Quedan prohibidas las penas de muerte, de mutilación, de infamia, la marca, los azotes, los palos, el tormento de cualquier especie, la multa excesiva, la confiscación de bienes y cualesquiera otras penas inusitadas y trascendentales. Toda pena deberá ser proporcional al delito que sancione y al bien jurídico afectado.” (CPEUM, 1917)
Como consecuencia de esta prohibición, se eliminó en el artículo 14 la referencia a la privación de la vida, “la abolición de la pena de muerte contribuye a elevar la dignidad humana y a desarrollar progresivamente los derechos humanos".
“El Senado de la República adoptó dos protocolos mediante los cuales México se vincula a las normas de derecho internacional que han abolido la pena de muerte, y de acuerdo con el artículo 4, párrafo tres del Pacto de San José, se compromete a que una vez abolida la pena de muerte no podrá ser restablecida jamás. México, por lo tanto, se convirtió en un país abolicionista en 2005 cuando quedó fuera la pena de la Constitución y del Código de Justicia Militar, así como con las ratificaciones de los dos protocolos de la ONU y de la Organización de Estados Americanos (OEA)” (Enríquez, G. 2009)

## Periodo prehispánico
La historia de la pena de muerte nace con la historia de la humanidad. En nuestro país esta práctica no ha sido la excepción. Desde la época prehispánica este castigo fue implementado para la población que violara ciertos aspectos sociales.
La historia de la pena de muerte en México es muy antigua y con fuerte raigambre. Se tiene noticia de ella desde las culturas precolombinas. En el derecho azteca, las formas de aplicar esta irreparable pena eran crueles y dolorosas; entre otras: descuartizamiento, decapitación, lapidación, garrote y horca. La práctica penal azteca era severa y cruel para nosotros. Una de las principales razones para aplicar la pena de muerte era el adulterio, el cual era penado mediante machacamiento de cabeza entre dos piedras; en cambio la embriaguez de jóvenes de ambos sexos podía ser castigada con pena de muerte por garrote. Los tlaxcaltecas como los aztecas usaban este recurso, a diferencia de los mayas que no aplicaban formalmente la pena de muerte.

## Periodo Virreinal
En la época Virreinal, en tiempos de la Inquisición, la muerte como pena fue práctica común junto con la tortura y los castigos corporales: azotes, marcas y estigmatizaciones. Después de la Independencia, la pena capital siguió presente.
En esta época la herejía se convirtió en la causa principal de la pena de muerte, sin embargo, también fue aplicada a salteadores de caminos y a quienes se levantaban en contra del gobierno español. Es por esto que, durante la Guerra de Independencia, bajo el cargo de sublevación a la Corona, traidores a Dios, al Rey y al Papa (por su condición de clérigos) fueron pasados por armas los insurgentes Miguel Hidalgo y Costilla y el general José María Morelos.

## Periodo independiente
El Código Penal federal de 1871 (conocido como “Código Juárez” o “Código Martínez de Castro”) prescribió, entre otras sanciones, la de muerte, a pesar de que la mayoría de los miembros de la Comisión redactora se manifestaron en contra de ella: la tacharon de ilegítima, injusta, no ejemplar, indivisible, irreparable e innecesaria, y se pronunciaron por su abolición. Martínez de Castro, presidente de la Comisión, no obstante anhelar su desaparición, consideró que era sumamente peligroso suprimir esta pena, en virtud de las circunstancias difíciles en que se encontraba el país, y especialmente por la situación precaria e insegura de las penitenciarías. Este ordenamiento reguló la ejecución de esta terrible pena de forma pormenorizada. Postulaba que debía reducirse a la simple privación de la vida, y que no podía agravarse con ninguna circunstancia que aumentase los padecimientos del reo “antes o en el acto de verificarse la ejecución”. Precisaba que no debía aplicarse a las mujeres ni a los varones mayores de setenta años, y que no podía llevarse a cabo en público; sin embargo, la ejecución se notificaba al público por medio de carteles colocados en los parajes acostumbrados, en el lugar de la ejecución y en el domicilio del reo, expresando su nombre y el delito cometido. Por lo que respecta al momento de la ejecución, se decía que no habría más testigos que aquellos permitidos por el Código de Procedimientos Penales, y, si el reo lo pidiere, podía estar presente un sacerdote o ministro de culto religioso; no se ejecutaría en domingo ni en otro día festivo, y su cuerpo debía ser sepultado sin pompa alguna. En cuanto a los códigos penales de los estados de la República, todos prescribían la muerte como pena.
Posteriormente, los diversos códigos penales la fueron cancelando en su elenco de penas. Se tiene noticia de que antes de 1929, Michoacán la suprimió en 1924, después Querétaro en 1931, Jalisco en 1933, Zacatecas en 1936, Chihuahua en 1937, Chiapas y Yucatán en 1938, Sinaloa en 1939, Coahuila en 1941, Campeche y Puebla en 1943, Durango en 1944, Veracruz en 1945, Aguascalientes en 1946, Guerrero en 1953, Colima, Guanajuato y Nayarit en 1955, Tamaulipas en 1956, Tlaxcala en 1957, Estado de México y Tabasco en 1961. Los últimos Estados en abolirla fueron Hidalgo el 24 de enero de 1962, San Luis Potosí el 6 de junio de 1968, Nuevo León el 15 de junio de 1968, Morelos el 15 de abril de 1970, Oaxaca el 17 de julio de 1971 y Sonora el 7 de febrero de 1975.
El Primer Código Penal para el Distrito Federal, de 2002, coherentemente con esta evolución legislativa, tampoco incorporó esta debatida pena.

## Porfirio Díaz y la revolución mexicana
Durante el periodo de Benito Juárez, en el código Penal del Distrito Federal y territorio de la Baja California expedido por el Congreso de la Unión el 1° de abril de 1871, se menciona que no se podrá llevar a cabo la ejecución a los sentenciados en un espacio público, sino, que debe ser en la cárcel o en otro lugar cerrado; ni en domingo ni en día festivo. De igual manera, se concedía al penado un plazo de 3 días para que se le suministrasen los auxilios espirituales. La ejecución se debía participar al público por medio de carteles en los sitios en que habitualmente se fijaran las leyes, en el lugar de la ejecución, así como en el domicilio del reo. Este ordenamiento (con la excepción del fusilamiento en público), fue aplicado durante los 33 años del gobierno de Porfirio Díaz. Las ejecuciones se hicieron en caminos, cementerios y prisiones
El régimen de Díaz se caracterizó por afrontar los levantamientos de sus opositores desde el inicio de su gobierno. De gran significación fue la represión efectuada el 23 de junio de 1879 cuando el gobernador de Veracruz, General Mier y Terán comunicó la aprehensión de los miembros de una conjura contra el Gobierno, entre los que figuraban el comandante del barco “Libertad” que se encontraba anclado en Tlacotalpan. Dicha acción del gobernador dio origen a la famosa respuesta telegráfica del dictador: “Mátalos en Caliente”. “Todos los prisioneros fueron pasados por las armas sin haberles comprobando su culpabilidad y sin formárseles ningún juicio”.
Durante el periodo de la Revolución Mexicana la pena de muerte fue una práctica constante, en 1916 Venustiano Carranza decretó aplicarla a toda persona que impidiera la ejecución de los servicios públicos bajo la consideración de traición a la patria. Al elaborarse la Constitución de 1917 en el artículo 22 se incluyeron explícitamente algunas consideraciones en torno a las penas que puede imponer la autoridad judicial. En lo relativo a la pena de muerte se prohibió para delitos políticos, pero se mantuvo para “el traidor a la patria en guerra extranjera, al parricida, al homicida con premeditación, alevosía y ventaja, al incendiario, al plagiario, al salteador de caminos, a los de piratería que defina la ley, y a los reos de delitos graves del orden militar”.
Conforme se fue consolidando el régimen revolucionario y se estabilizó el país, las sublevaciones disminuyeron hasta desaparecer, de ahí que no se requiriera apelar a la pena de muerte como castigo ejemplar, sin embargo, en el Código de Justicia Militar se mantuvo vigente.
La última ejecución sumaria efectuada en el país se llevó a cabo el 9 de agosto de 1961.

## Argumentos a favor
1.   El castigo como fin mismo.
Se trata de una justificación proveniente de la Escuela Clásica: el castigo justo para la proporción del delito del que se es acusado
2.       Por seguridad colectiva
La muerte es una exigencia de justicia, un pago por el mal cometido, el castigo no se valora como un fin, sino como una forma de restablecer la ética y lo jurídico con la entidad del delito de manera equivalente
3.       Restaurar la armonía social eliminando a quienes la ponen en peligro.
Argumento proveniente del tomismo, impone la necesidad social de eliminar la presencia amenazante de personas capaces de perjudicar a la sociedad
4.       Disuadir mediante la intimidación
Al anunciar la pena de muerte al acusado, se hará presente la intimidación a los delincuentes frente a la advertencia de perder la vida
5.       La “incapacitación”
Este argumento se basa en que el delincuente debe morir para que no pueda volver a cometer delitos
6.       Permanencia histórica o tradicional
El hecho de haber perdurado en todos los países da suficiente prueba de su utilidad. Los pueblos no pueden pervivir sin ella porque asegura la paz y el orden.
7.       Razones Económicas
Desde el punto de vista económico, se trata de una pena que, además de ser definitiva, es barata, y que se aplica a delincuentes peligrosos que difícilmente se readaptan socialmente

## Argumentos en contra
1.   Correlación retributiva entre delito y pena mortal refutación
No podemos recurrir al deseo de venganza para conseguir justicia, el Derecho es armonía y fruto de la razón y se trata de no utilizar la violencia en las relaciones humanas, para el disfrute de la vida. El Comité de Derechos Humanos de la ONU (Organización de las Naciones Unidas) afirmó en 1982 que el derecho a la vida es supremo y no se permite supresión alguna ni siquiera en momentos excepcionales que pudiesen poner en peligro una nación.
2.   Imposibilita la rehabilitación
Cuando se mata, como única salida, se niegan muchas cosas al sentenciado y a la propia sociedad, no queda alternativa posible. Solo muerte a secas y se desecha para siempre la posibilidad de un arrepentimiento y reintegración a la sociedad
3.   Error judicial
El error judicial implica que el sentenciado o el ejecutado no haya sido el autor material del delito, además de que entra la posibilidad de que se traté de un enfermo mental que desconoce la criminalidad de sus actos y causa muerte a su víctima.

## Actualidad y abolición
El 9 de diciembre de 2005 el presidente Vicente Fox abolió la pena de muerte, mandando el siguiente mensaje a la nación:
"Este día quedará grabado en la historia nacional como aquel en el que México se unió a los países que tienen en el respeto al derecho a la vida, uno de sus  más altos derechos, la pena de muerte es contra los derechos humanos, por eso el gobierno ha hecho una defensa firme de los mexicanos sentenciados a muerte en otros países".
Desde entonces, México ha ratificado el Segundo Protocolo Facultativo del Pacto Internacional de Derechos Civiles y Políticos, destinado a abolir la pena de muerte el 26 de septiembre de 2007 y el 28 de junio de 2007 México se adhirió al Protocolo a la Convención Americana sobre Derechos Humanos relativo a la Abolición de la Pena de Muerte.
Con todos estos antecedentes de carácter internacional no es pensable revivir la pena de muerte en nuestro país. Jurídicamente, su reinstauración sería violatoria de estos tratados y de la propia Constitución federal en cuanto a los artículos 133, 22 y 14.
Gracias a estos antecedentes internacionales no es posible para nuestro país revivir la pena de muerte, re implementarla sería violar los artículos 133, 22 y 14, sin embargo, a pesar de estas normas, algunos partidos políticos, como lo ha hecho el partido verde en los últimos años, han hecho la propuesta de reinstaurar la pena de muerte en México, alegando que, al implementar esta condena, habrá una disminución en los índices de violencia, gracias al miedo que se generará en los grupos criminales, esta propuesta es presentada en medio de la guerra contra el narcotráfico.

### Guerra contra el narcotráfico
En 2009, debido a la escalada de la violencia fruto de la guerra contra el narcotráfico, el Partido Verde Ecologista de México propuso reinstaurar la pena de muerte, propuesta que no prosperó. Aun así, esto causó que el Partido Verde Europeo le retirara al PVEM el reconocimiento de Partido Verde Legítimo y amenazara con expulsarle de Global Verde. El PVEM ha suspendido temporalmente la propuesta y reemplazarla por cadena perpetua hasta 2018, cuando propone de nuevo la pena de muerte a secuestradores y asesinos.
El 25 de febrero de 2020, luego del asesinato de Fátima Cecilia, el PVEM presentó otra vez la iniciativa, pero esta vez para violadores, feminicidas e infanticidas, junto a otros 5 diputados de Morena, propuesta que fue rechazada por la mayoría de diputados morenistas, tras darse a conocer que el presidente Andrés Manuel López Obrador se mostraba totalmente en contra al señalar que no es la solución.